# Taenaris marinus
Taenaris marinus är en fjärilsart som beskrevs av Gmelin 1790. Taenaris marinus ingår i släktet Taenaris och familjen praktfjärilar. Inga underarter finns listade i Catalogue of Life.